# Pseudoplatyura neocaledonica
Pseudoplatyura neocaledonica är en tvåvingeart som beskrevs av Loïc Matile 1988. Pseudoplatyura neocaledonica ingår i släktet Pseudoplatyura och familjen platthornsmyggor.
Artens utbredningsområde är Nya Kaledonien. Inga underarter finns listade i Catalogue of Life.